# 志波西果
志波 西果（しば せいか、1900年12月17日 - 1960年代半ば）は、日本の映画監督、脚本家である。本名-頼之（よりゆき）、。

## 来歴・人物

### 映画館勤務から監督になったラッキー・ボーイ
1900年（明治33年）12月17日、佐賀県佐賀市城内町（現在の同市城内）に生まれる。旧制・佐賀県立佐賀中学校（現在の佐賀県立佐賀西高等学校）を卒業後、1922年（大正11年）、東京の国際活映に入社、同社の常設館に勤務する。同年、志波が書いたオリジナルストーリーが同社の巣鴨撮影所で採用され、細山喜代松監督によって映画化され、『雲光の岐に』として同年9月1日に公開された。
1923年（大正12年）5月、22歳のときに、オリジナル脚本『彼の山越えて』がマキノ映画製作所に採用され、衣笠貞之助監督によって映画化され、脚本家としてデビューするとともに、同社の等持院撮影所に助監督として入社する。同作は6月15日に公開された。衣笠のほか金森万象にオリジナル脚本を提供し、助監督として働くうちに、1年足らずのうちに監督に昇進、第1作は岡田時彦主演、自らのオリジナル脚本による『懐かしき母』で、同作は1924年（大正13年）3月4日に公開された。監督デビュー後も衣笠と金森にシナリオを提供し続けたが、同年7月、マキノの東亜キネマとの合併に反対して退社する。同社の俳優・岡田時彦、高木新平とともに台湾に独立プロダクションを設立しようと企てるが、失敗、高木は東亜キネマ等持院撮影所におとなしく残留、志波は岡田とともに、帝国キネマ芦屋撮影所に入社した。
帝キネ芦屋では、入社早々にオリジナル脚本で岡田時彦主演作『幸福』を撮った。同様にマキノから芦屋撮影所に移ってきた森静子、横山運平、関操も出演した。移籍第2作『怒髪』をおなじキャストで撮ったあたりで、社内に内紛が勃発、1925年（大正14年）1月14日、芦屋撮影所では全従業員が総退社、石井虎松を中心に「アシヤ映画製作所」を設立した。志波もこの流れに参加、4本の映画を撮ったところで本家・帝国キネマ内での内紛が収まり、新体制が築かれ、アシヤ映画製作所のメンバーはほぼ全員が「帝国キネマ芦屋撮影所」に原職復帰できた。

### 阪東妻三郎の栄光
新生・芦屋で2本を撮ったところで、志波は、同年に設立された阪東妻三郎プロダクションに招かれ、奈良に同年オープンした中川映画製作所で、志波オリジナル脚本の『魔保露詩』をマキノ省三プロデュース、阪東妻三郎主演で監督することになる。同作は同年末12月31日にマキノの正月映画として公開された。このとき志波はまだ、25歳の誕生日を迎えた直後であった。その後も、京都の同プロダクションに留まり、阪東の主演作である『尊王』や『素浪人』、『蛇眼』（いずれも1926年）などの剣戟映画を自らのオリジナル脚本で、しかもハイペースに撮り続けた。翌1927年（昭和2年）、同プロダクションの現代劇部である「阪妻・立花・ユニヴァーサル連合映画」で、阪東の出演しない映画『馬鹿野郎』を撮り、同社を退社した。
すぐに直木三十五（当時「直木三十三」）の主宰する「連合映画芸術家協会」で、江戸川乱歩の小説を直木が脚本にした『一寸法師』に取り組むが、撮影途中で逃亡、続きを直木自身が監督をして完成するという事件があった。日活大将軍撮影所の20歳の美少年俳優・市川市丸が独立して設立した「日本映画プロダクション」に即座に参加、第1作『宣戦布告』を監督するが、興行的に惨敗、同社は4本を製作して同年中に解散した。
志波は、芦屋時代の仲間のカメラマン唐沢弘光や同社で出会った俳優の鳥羽陽之助とともに、日活太秦撮影所に同年のうちに入社、大河内伝次郎主演の『剣と恋』を監督した。日活には丸2年いたが、1930年（昭和5年）、古巣の帝国キネマに戻った。同年同社で撮った、ピストル強盗清水定吉をテーマにした『時代の反抗児』、中江兆民を主人公にした『旋風時代』の2作は評価が高く、『旋風時代』は同年の「キネマ旬報」誌ベストテンで第2位に選ばれた。

### あわただしい日々
翌1931年（昭和6年）には市川右太衛門プロダクションに招かれ、市川右太衛門主演の映画を数本撮り、その翌年の1932年（昭和7年）には東亜キネマの後身・東活映画社に移籍し、雲井竜之介主演の映画を数本撮ったところで東活が解散になり、同社の後継会社「日本映画」が東京の調布に建設した「日本映画多摩川撮影所」（現在の角川大映撮影所）に1933年（昭和8年）には移って、同社はたった3本しか製作しないうちに倒産したのだがそのうちのレアな1本を撮り、すぐに退社して朝日映画連盟に移籍して、月形龍之介主演の映画を2本撮り、同年中にまた市川右太衛門プロダクションに戻って、1934年（昭和9年）には右太衛門映画を4本撮って、さらに日活太秦にもどって、沢村国太郎主演ものを撮る。そんなあわただしい4年間を送っているうちに、完全にトーキーの波に乗り遅れてしまうのだった。
明けて1935年（昭和10年）、太秦発声映画でトーキーの浪曲映画『紺屋高尾』に挑戦するが失敗、1936年（昭和11年）までに5本のトーキーを監督するが、奈良に舞い戻り、あやめ池にある全勝キネマで時代遅れの無声映画の剣戟を撮ることにした。翌1937年（昭和12年）、大日本天然色映画で、反動的なまでに先進的なカラー映画に挑戦、月形龍之介主演、行友李風原作の定番映画『月形半平太』を撮るが、同作の公開された半年後の7月7日に勃発した盧溝橋事件に端を発する支那事変に、報道班員として従軍、12月に始まった日本軍の南京攻略戦にカメラを担いで参加したまま、その後の消息は途絶えた。37歳の誕生日を迎えるころであった。
しかし1959年、松崎啓次によって旗揚げされた松崎プロダクション製作の鉄腕アトムに監督として志波の名前がクレジットされているのが確認できる。

## 註
1. 1 2 3 4 5 6 7 8 9  『日本映画監督全集』（キネマ旬報社、1976年）の「志波西果」の項（p.199-200）の記述を参照。同項執筆は竹中労。
2. ↑  直木の甥・植村鞆音『直木三十五伝』（文藝春秋、2005年 ISBN 4163671501）の記述を参照。
3. ↑  「TV 鉄腕アトム (1959)について」allcinema